# Please Hammer, Don’t Hurt ’Em
Please Hammer, Don't Hurt 'Em – trzeci i najbardziej znany studyjny album amerykańskiego rapera MC Hammera. Został wydany 12 lutego, 1990 roku nakładem wytwórni Capitol Records.
Pierwszym singlem promującym album był "U Can’t Touch This" z udziałem Arsenio Hall. Następnym został "Have You Seen Her", cover zespołu The Chi-Lites. Trzecim, "Dancin' Machine", także cover zespołu The Jackson 5. "Pray" i "She's Soft and Wet" zostały kolejno czwartym i piątym singlem. Ten ostatni był coverem artysty Prince'a.
Please Hammer, Don't Hurt 'Em zadebiutował na 21. miejscu notowania Billboard 200, dzięki singlowi "U Can’t Touch This". Był to pierwszy hip-hopowy album, który został zatwierdzony jako diamentowa płyta (ponad 10 milionów sprzedanych płyt) przez stowarzyszenie RIAA. Do dzisiaj sprzedano ponad 18 milinów egzemplarzy.

## Lista utworów
| Nr  | Tytuł utworu                              | Tekst                                           | Producent                                                              | Długość |
| --- | ----------------------------------------- | ----------------------------------------------- | ---------------------------------------------------------------------- | ------- |
| 1.  | „Here Comes the Hammer”                   | Stanley Burrell                                 | MC Hammer · James Earley · Felton Pilate · Louis Burrell · Scott Folks | 4:32    |
| 2.  | „U Can’t Touch This”                      | Burrell · James Johnson                         | MC Hammer · Earley · Pilate                                            | 4:17    |
| 3.  | „Have You Seen Her” (cover The Chi-Lites) | Burrell · Barbara Acklin · Eugene Record        | MC Hammer · Earley · Pilate · Louis Burrell · Folks                    | 4:42    |
| 4.  | „Yo!! Sweetness”                          | Burrell                                         | MC Hammer · Earley · Pilate · Louis Burrell · Folks                    | 4:36    |
| 5.  | „Help the Children”                       | Burrell · Marvin Gaye                           | MC Hammer · Earley · Pilate · Louis Burrell · Folks                    | 5:17    |
| 6.  | „On Your Face” (cover Earth, Wind & Fire) | Maurice White · Philip Bailey · Charles Stepney | MC Hammer · Earley · Pilate · Louis Burrell · Folks                    | 4:32    |
| 7.  | „Dancin' Machine” (cover The Jackson 5)   | Hal Davis · Don Fletcher · Dean Parks           | MC Hammer · Earley · Pilate · Louis Burrell · Folks                    | 2:55    |
| 8.  | „Pray”                                    | Burrell · Prince Nelson                         | MC Hammer · Pilate · Louis Burrell · Folks                             | 5:13    |
| 9.  | „Crime Story”                             | Burrell                                         | MC Hammer · Earley · Pilate · Louis Burrell · Folks                    | 5:09    |
| 10. | „She's Soft And Wet”                      | Burrell · Nelson · Moon                         | MC Hammer · Earley · Pilate · Louis Burrell · Folks                    | 3:25    |
| 11. | „Black is Back”                           | Burrell                                         | MC Hammer · Earley · Pilate · Louis Burrell · Folks                    | 4:31    |
| 12. | „Lets Go Deeper”                          | Burrell                                         | MC Hammer · Earley · Pilate · Louis Burrell · Folks                    | 5:16    |
| 13. | „Work This”                               | Burrell                                         | MC Hammer · Earley · Pilate · Louis Burrell · Folks                    | 5:03    |
|     |                                           |                                                 |                                                                        | 59:28   |

## Notowania

### Album
| Rok  | Notowanie         | Pozycja |
| ---- | ----------------- | ------- |
| 1990 | The Billboard 200 | 1       |

### Single
| Rok  | Single                  | Notowania Billboard | Notowania Billboard | Notowania Billboard |
| Rok  | Single                  | US                  | R&B/Hip-Hop         | Rap                 |
| ---- | ----------------------- | ------------------- | ------------------- | ------------------- |
| 1990 | "U Can’t Touch This"    | 8                   | 1                   | 2                   |
| 1990 | "Have You Seen Her"     | 4                   | 4                   | 9                   |
| 1990 | "Pray"                  | 2                   | 4                   | 7                   |
| 1991 | "Here Comes The Hammer" | 54                  | 15                  | 17                  |